# Georg Ferdinand Duckwitz

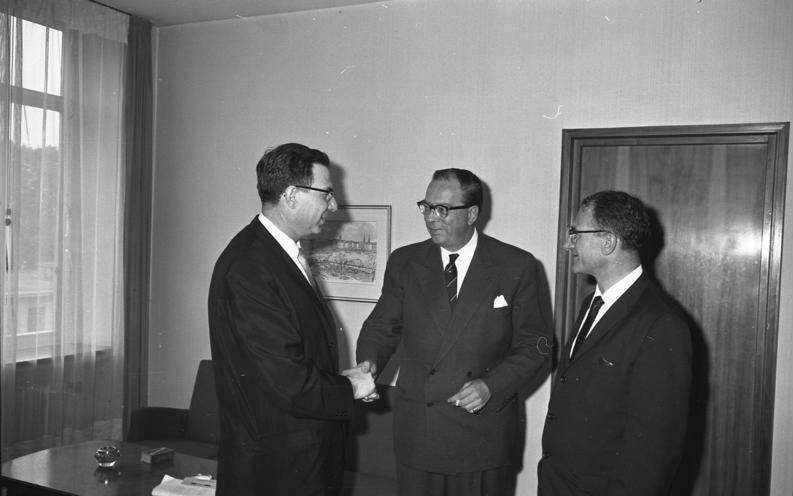
Georg Ferdinand Duckwitz (i mitten) tillsammans med två amerikanska rabbiner på utrikesdepartementet i Bonn 1960

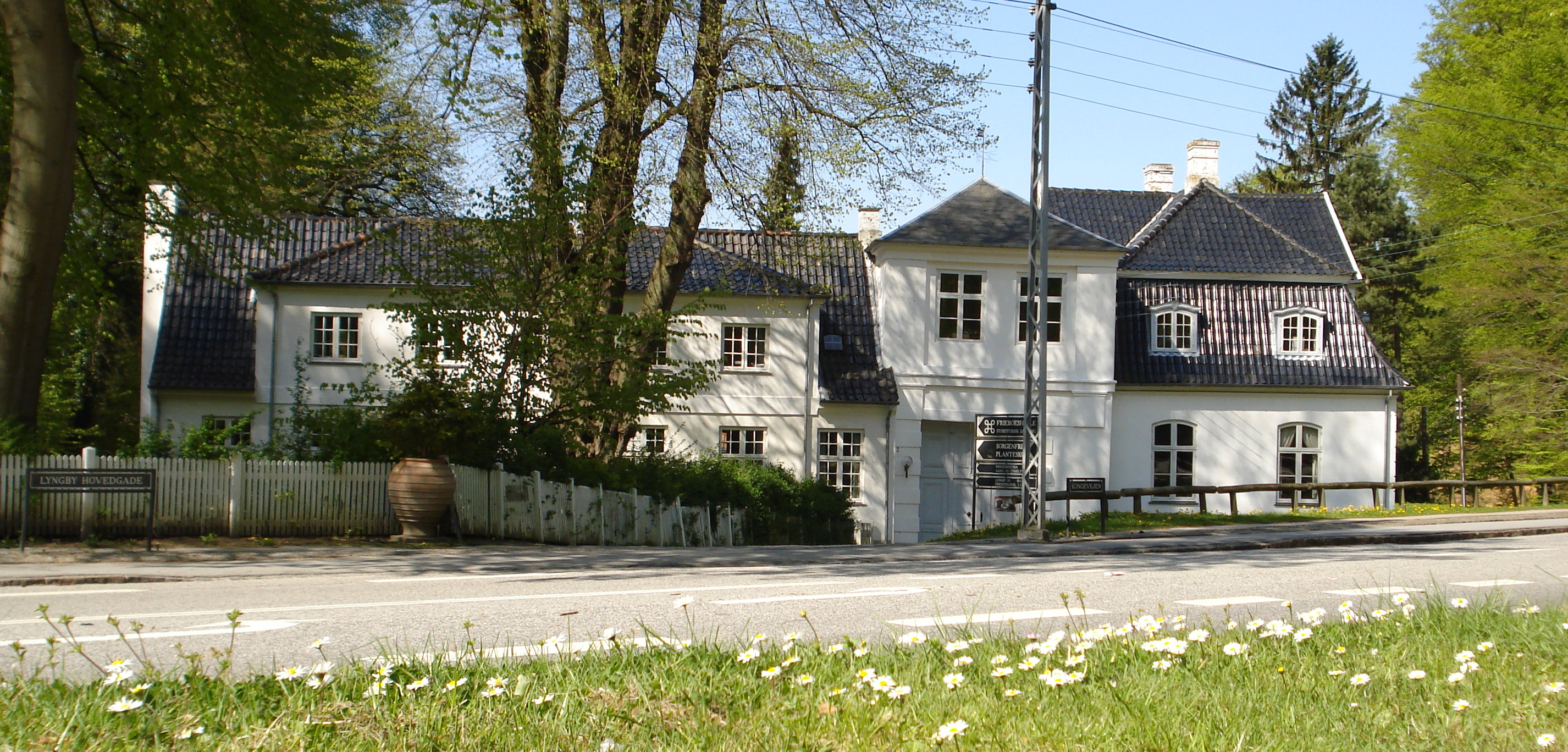
Frieboeshvile på Lyngby Hovedgade 2, Kongens Lyngby, var Duckwitz bostad under och efter andra världskriget. Byggnaden har en minnesplatta om Duckwitz.

Georg Ferdinand Duckwitz, född 29 september 1904 i Bremen, död 16 februari 1973 i Bremen, var en tysk diplomat, som spelade en central roll vid räddningen av de danska judarna 1943.
Duckwitz föddes i en köpmannafamilj i Bremen. Efter militärtjänst och studier i nationalekonomi, som han inte avslutade, kom han 1928 till Köpenhamn som representant för företaget Kaffe Hag. Han var tilltalad av Hitlers idéer och blev 1932 medlem av det tyska nazistpartiet och blev aktiv i partiet som ansvarig för de skandinaviska länderna. Efter de interna utrensningarna i partiet 1933 blev han kritisk och 1935 slutade han helt med sitt arbete för partiet, men trots det behöll han sitt medlemskap.
Efter att från 1935 ha arbetat för Hamburg-Amerika-Linjen i New York kom han 1939 till den tyska beskickningen i Köpenhamn som sjöfartssakkunnig medarbetare, först på uppdrag av det tyska trafikministeriet, sedan – från 1941 – av utrikesministeriet. Då Werner Best blev riksfullmäktig 1942, blev Duckwitz snabbt en av hans närmsta medarbetare. Då Duckwitz och Best fick vetskap om att det planerades en aktion mot de danska judarna i oktober 1943, läckte Duckwitz avsiktligt informationen till Hans Hedtoft, ordförande för Danmarks socialdemokratiska parti. Dessutom hade han i Stockholm haft överläggningar med Sveriges statsminister Per Albin Hansson och förvissat sig om att Sverige var berett att ta emot de danska judarna som flyktingar.
Duckwitz agerande blev således avgörande för att 7000 danska judar kunde räddas från att bli deporterade till tyska koncentrationsläger. 
Under de två sista åren av den tyska ockupationen av Danmark fungerade Duckwitz som en viktig kontaktperson mellan tyska och danska instanser. Under folkstrejken i Köpenhamn 1944 bidrog han till en förhandlingslösning som gjorde att man kunde undvika en tysk militäraktion mot staden. 
Duckwitz hade kontakt med de tyska kretsar som den 20 juli 1944 försökte undanröja Hitler med ett attentat. Om attentatet hade lyckats skulle Duckwitz uppgift varit att så snart som möjligt avsluta den tyska ockupationen av Danmark och Norge.
Duckwitz var efter kriget Förbundsrepubliken Tysklands ambassadör i Danmark 1955–1958. Därefter tjänstgjorde han som ledare för avdelningen för Östeuropa i utrikesministeriet i Bonn och avslutade sin karriär med att bli tysk ambassadör i New Delhi innan han 1965 pensionerades.
Då Willy Brandt 1966 blev tysk utrikesminister återkom Duckwitz dock som statssekreterare i utrikesdepartementet, och ägnade sig då särskilt åt frågor som gällde förhållandet mellan Tyskland och Polen.
29 mars 1971 tilldelades han utmärkelsen Rättfärdig bland folken av Yad Vashem för sitt arbete med att rädda de danska judarna.